# Frans Luyckx (De Frenne)
Frans Luyckx (De Frenne) (Borgerhout, 5 december 1923 – Essen, 1997) was een Vlaams kunstschilder en illustrator.
Hij studeerde af aan de Academie voor Schone Kunsten in Antwerpen in 1948.
Hij schilderde zowel op doek als op marmer en koper. Andere gebruikte technieken zijn aquarel en houtsnede. Behandelde themata zijn meestal dieren, planten, stillevens en landschappen.

## Als restaurateur
Hij was gespecialiseerd in de restauratie van werken uit de zeventiende en achttiende eeuw.  Werken met restauraties van zijn hand hangen in het Rubenshuis in Antwerpen en in het Markiezenhof in Bergen op Zoom

## Palmares
- Prijs Baron de Brouwer (houtgravure)
- Prijs Nationale bank van België (houtgravure)
- Culturele prijs van de gemeente Essen (1991)
- Straatnaam in Essen (2011)

- Gemeinsame Normdatei: 1158693419
- RKD-Nederlands Instituut voor Kunstgeschiedenis: 51453
- Virtual International Authority File: 4166152637816720220009
- WorldCat: E39PBJtrWqCvFCDJPPCfH6v4MP